# Хоја (место)
Хоја (њем. Hoya) град је у њемачкој савезној држави Доња Саксонија. Једно је од 36 општинских средишта округа Нинбург (Везер). Према процјени из 2010. у граду је живјело 3.780 становника. Посједује регионалну шифру (AGS) 3256014.

## Географски и демографски подаци
Хоја се налази у савезној држави Доња Саксонија у округу Нинбург (Везер). Град се налази на надморској висини од 14 метара. Површина општине износи 8,4 km². У самом граду је, према процјени из 2010. године, живјело 3.780 становника. Просјечна густина становништва износи 451 становника/km².

## Међународна сарадња
| Мјесто | Држава    | Врста сарадње | Од    |
| ------ | --------- | ------------- | ----- |
|        | Француска | контакт       | 2005. |
| Извор  |           |               |       |